# Melnîkî, Iavoriv
Melnîkî (în ucraineană Мельники) este un sat în comuna Sarnî din raionul Iavoriv, regiunea Liov, Ucraina.

## Demografie
Componența lingvistică a localității Melnîkî
     Ucraineană (100%)
Conform recensământului din 2001, toată populația localității Melnîkî era vorbitoare de ucraineană (100%).